# Tom Johnston (calciatore)
Thomas Deans Johnston, conosciuto più semplicemente come Tom Johnston (Coldstream, 30 novembre 1918 – Nottingham, 27 novembre 1994) è stato un allenatore di calcio e calciatore scozzese, di ruolo attaccante.

## Carriera

### Giocatore
Dopo una stagione da 23 reti in 30 presenze con la maglia del Peterborough Utd, dopo la fine della Seconda guerra mondiale milita nella seconda divisione inglese col Nottingham Forest, che nel 1948 lo cede al Notts County, club nel quale Johnston milita fino a fine carriera, nel 1956, totalizzandovi 88 reti in 267 partite di campionato, fra terza e seconda divisione inglese (due anni in terza divisione, sei in seconda).

### Allenatore
Nella stagione 1956-1957 ha lavorato come vice al Birmingham City, club della prima divisione inglese, mentre nella stagione seguente ha avuto il suo primo incarico da allenatore, alla guida dei dilettanti dell'Heanor Town.
Nel novembre del 1958 riceve il suo primo incarico da allenatore di un club professionistico, subentrando sulla panchina del Rotherham Utd, che guida ad un ventesimo (e terzultimo) posto in classifica in campionato, evitando di un solo punto la retrocessione in terza divisione. Nel campionato 1959-1960, il suo primo non da subentrato, la squadra migliora nettamente il piazzamento dell'anno precedente, classificandosi ottava, mentre nella stagione 1960-1961 chiude il campionato al quindicesimo posto in classifica e, soprattutto, raggiunge la finale della prima edizione della Coppa di Lega inglese, perdendola con un complessivo 3-2 tra andata e ritorno (dopo i tempi supplementari) contro l'Aston Villa. Nel campionato successivo, l'ultimo di Johnston sulla panchina del club, la squadra si piazza al nono posto in classifica. Nei due anni seguenti il tecnico scozzese allena il Grimsby Town, sempre in seconda divisione, ottenendo rispettivamente un dodicesimo ed un ventunesimo posto in classifica, piazzamento che comporta la retrocessione in Third Division dei bianconeri.
Nonostante la retrocessione, Johnston viene inizialmente riconfermato, salvo poi dimettersi il 31 ottobre 1964 per diventare il giorno seguente allenatore dell'Huddersfield Town, club di seconda divisione, con cui ottiene un ottavo posto in classifica. Rimane all'Huddersfield anche per i successivi tre anni, lottando sempre per la promozione in prima divisione, e conquistando nell'ordine un quarto ed un sesto posto in classifica, seguiti da un quattordicesimo posto in classifica nella stagione 1967-1968, la sua ultima nel club.
Nell'ottobre del 1968 Johnston diventa allenatore dello York City, squadra di Fourth Division, la quarta retrocessione inglese: dopo aver sfiorato la retrocessione nei dilettanti nella sua prima stagione, al termine della stagione 1970-1971 ottiene una promozione in terza serie, categoria nella quale la sua squadra milita fino al termine del campionato 1973-1974, chiuso con un terzo posto in classifica e, quindi, con la prima promozione nella storia del club nella seconda divisione inglese: l'avventura nel campionato di Second Division di Johnston dura però fino al 6 gennaio 1975, quando viene esonerato dal club. Nel dicembre del 1975 fa ritorno all'Huddersfield, nel frattempo retrocesso in Fourth Division, dove rimane fino al termine della stagione 1976-1977 e, nuovamente, dal 29 settembre 1977 al 1º ottobre 1978.

## Palmarès

### Giocatore

#### Competizioni nazionali
- Third Division South: 1

Notts County: 1949-1950

### Allenatore

#### Competizioni regionali
- North Riding Senior Cup: 1

York City: 1969-1970